# Brechko
Brechko ou Breško (en macédonien Брешко) est un village du nord de la Macédoine du Nord, situé dans la municipalité de Staro Nagoritchané. Le village comptait 16 habitants en 2002.

## Démographie
Lors du recensement de 2002, le village comptait :
- Macédoniens : 16